# 移動城市2：獵食賞金
《移動城市2：獵食賞金》（英語：Predator's Gold）是菲利普·雷夫奇幻文學系列《移動城市系列》的第二部曲，於2003年出版。

## 外部連結
- 作者菲力普·普曼官網 （页面存档备份，存于）（英文）
- Predator's Gold的馆藏信息（WorldCat在线联合目录）<